# Star Modelo 1914
A Star Modelo 1914 foi produzida pela Star Bonifacio Echeverria S.A. entre 1914-1915, e foi em grande parte uma versão melhorada da Star Modelo 1908, principalmente em termos de ergonomia. Este modelo foi escolhido pelo Exército Francês no calibre 7,65mm Browning com capacidade para 9 tiros, também chamado de Pistolet automatique Star. Baseada na Mannlicher 1901/1905, foi produzida em 1919 em duas versões que variavam em dimensões e capacidades. Foi carregada pelos franceses em ambas as guerras mundiais. Sua construção e reputação eram melhores que as da Ruby Llama.

## Dados numéricos

### Star 1914 - Tipo 1
- Calibre: 7,65mm Browning
- Comprimento: 20 cm
- Cano: 14 cm
- Peso (descarregada): 910 g
- Carregador: 9 tiros

### Star 1914 - Tipo 2
- Calibre: 7,65mm Browning
- Comprimento: 19 cm
- Cano: 12,5 cm
- Peso (descarregada): 880 g
- Carregador: 7 tiros